# Малая Грибановка
Малая Грибановка — село в Грибановском районе Воронежской области.
Административный центр Малогрибановского сельского поселения.

## География
Село расположено на востоке Воронежской области, граничит с южной стороны с Борисоглебским районом.

## Население
| 2010 |
| ---- |
| 728  |

## История
Малая Грибановка возникла в 1703 году и принадлежала любимцу Петра I — князю Меньшикову.
Первые поселенцы рубили избы прямо в лесу, владельцем которых являлись братья Хренниковы. В начале XIX века Малая Грибановка входила в Борисоглебский уезд Тамбовской губернии. В 1862 году Малая Грибановка была селом казенным и владельческим. Число дворов было 393. Число жителей мужского пола 1492, женского пола 1516.
По сведениям на 1932 год село являлось центром Малогрибановского сельского Совета Борисоглебского района. Основным занятием жителей села было земледелие.
В феврале 1930 года произошла коллективизация и в результате чего было организовано 6 колхозов. Сразу же после создания колхозов были направлены люди на курсы трактористов, так как основным занятием селян была работа с землей и выращивание сельскохозяйственной продукции.
С началом Великой Отечественной войны 946 жителей ушли на фронт, из них 420 человек не вернулись в родное село, пали в боях с врагом. Одному из жителей села — Севрюкову Алексею Сидоровичу — было посмертно присвоено звание Героя Советского Союза. Жители села отдавали свои сбережения и вещи для фронта. А колхозники колхоза «Красная Поляна» собрали средства на самолет для Красной Армии. За годы войны произошло слияние колхозов.

### Церковь
В начале XX века был построен Покровский храм на средства помещика Василия Хренникова. Церковь построена в форме звезды. Для росписи стен выписывались лучшие мастера, знающие секрет состава немеркнущих красок. Стены были расписаны позолотой. Покровский храм действует по настоящее время и является памятником архитектуры искусства, находящимся под охраной государства. Это архитектурное сооружение является украшением и гордостью нашего села.

## Инфраструктура
В настоящее время на территории поселения действуют сельскохозяйственное предприятие ОАО «Агрофирма Грибановская», где трудится 58 человек. По-прежнему селяне занимаются земледелием, выращиванием сельскохозяйственной продукции и животноводства на личных подворьях.
Население насчитывается 1296 человека. Удельный вес русского населения составляет 99,5 %. Незначительная доля находится на такие национальности, как белорусы, украинцы и турки, основным языком является русский язык. В селе функционирует 1 школа, в которой обучаются 30 детей. Имеются 1 фельдшерско-акушерский пункт, библиотека, СДК, почта, 1 магазин, почтовое отделение связи и Лобановское лесничество Телермановского лесхоза.
В центре села имеется жилая зона, состоящая из десяти 4-квартирных 2-этажных жилых домов с канализацией и водопроводом. Самым важным событием в истории является газификация, которая начата в 2004 году.

## Известные люди
Ю́рий Алекса́ндрович Ко́ннов (род. 18 октября 1954, село Малая Грибановка, Воронежская область) — советский и российский работник сельского хозяйства, механизатор ООО «Россия-Агро» (Воронежская область), Герой Труда Российской Федерации (2013)